# The Duskbloods
The Duskbloods (ダスクブラッド Dasuku Buraddo?) es el próximo videojuego multijugador de rol de acción desarrollado por Fromsoftware y distribuido por Nintendo exclusivamente para la plataforma Nintendo Switch 2. Se presentó por primera vez en el Nintendo Direct del 2 de abril de 2025, con fecha de lanzamiento prevista para 2026.

## Jugabilidad
The Duskbloods es un videojuego multijugador con elementos JcJ (Jugador contra Jugador) y JcE (Jugador contra Entorno), en el que hasta ocho jugadores compiten y cooperan simultáneamente en partidas para alcanzar ciertos objetivos. Cada jugador asume el papel de un Bloodsworn, individuos con habilidades sobrenaturales otorgadas por una sangre especial, convocados al Crepúsculo de la Humanidad en una lucha por obtener la Primera Sangre.
Las partidas se desarrollan desde una zona central o hub, donde los jugadores pueden seleccionar su personaje entre una docena disponible, personalizarlo, y acceder al modo multijugador. De forma general, las partidas se estructuran bajo la fórmula del último jugador en pie, aunque puede darse condiciones especiales donde el objetivo cambie por otros, sustituyendo el elemento competitivo por el cooperativo; por ejemplo, reunir a un equipo de jugadores que deba enfrentarse a un jefe.
Además, existe una serie de objetivos secundarios asignados según el rol que el jugador haya escogido, los cuales pueden derivar en recompensas adicionales si se cumplen las condiciones específicas de dicho rol. Por ejemplo, los jugadores con el rol "Rival Destinado" tienen como objetivo derrotar a otro jugador. Al concluir cada enfrentamiento, los jugadores regresan al hub y reciben una recompensa, independientemente del resultado, que puede destinarse a mejorar su personaje.

## Desarrollo
El director del juego, Hidetaka Miyazaki, explica que el proceso de creación surgió tras el interés de Nintendo en un bosquejo de ideas que la compañía estaba conceptualizando para su próximo título. El propio Miyazaki describe estas ideas como algo distinto a lo que estaban acostumbrados a hacer, y el interés que Nintendo mostró en el proyecto ayudó a ponerlo en marcha.
En un principio, el juego estaba previsto para lanzarse en la consola original Nintendo Switch, pero se decidió trasladar la producción a su sucesora con el objetivo de aprovechar las ventajas sociales integradas en la nueva máquina, potenciando así el componente multijugador del título.
The Duskbloods se anunció por primera vez en el Nintendo Direct del 2 de abril de 2025, donde se presentó la consola Nintendo Switch 2. El título será exclusivo para esta plataforma, con fecha de lanzamiento prevista para 2026.